# Pontotoc County (Oklahoma)
Pontotoc County ist ein County im Bundesstaat Oklahoma der Vereinigten Staaten. Der Verwaltungssitz (County Seat) ist Ada. Das U.S. Census Bureau hat bei der Volkszählung 2020 eine Einwohnerzahl von 38.065 ermittelt.

## Geographie
Das County liegt im mittleren Süden von Oklahoma und hat eine Fläche von 1879 Quadratkilometern, wovon 15 Quadratkilometer Wasserfläche sind. Es grenzt im Uhrzeigersinn an folgende Countys: Seminole County, Hughes County, Coal County, Johnston County, Murray County, Garvin County und McClain County.

## Geschichte
Pontotoc County wurde am 16. Juli 1907 als Original-County aus Chickasaw-Land gebildet. Benannt wurde es nach einem indianischen Wort der Chickasaw.
Neun Bauwerke und Stätten des Countys sind im National Register of Historic Places (NRHP) eingetragen (Stand 6. Juni 2018).

## Demografische Daten

Alterspyramide des Pontotoc County

Nach der Volkszählung im Jahr 2000 lebten im Pontotoc County 35.143 Menschen in 13.978 Haushalten und 9.421 Familien. Die Bevölkerungsdichte betrug 19 Einwohner pro Quadratkilometer. Ethnisch betrachtet setzte sich die Bevölkerung zusammen aus 75,80 Prozent Weißen, 2,06 Prozent Afroamerikanern, 15,51 Prozent amerikanischen Ureinwohnern, 0,46 Prozent Asiaten, 0,02 Prozent Bewohnern aus dem pazifischen Inselraum und 0,79 Prozent aus anderen ethnischen Gruppen; 5,36 Prozent stammten von zwei oder mehr Ethnien ab. 2,30 Prozent der Bevölkerung waren spanischer oder lateinamerikanischer Abstammung.
Von den 13.978 Haushalten hatten 30,8 Prozent Kinder unter 18 Jahre, die im Haushalt lebten. 52,9 Prozent waren verheiratete, zusammenlebende Paare, 10,8 Prozent waren allein erziehende Mütter. 32,6 Prozent waren keine Familien, 28,1 Prozent waren Singlehaushalte und in 12,3 Prozent der Haushalte lebten Menschen im Alter von 65 Jahren oder darüber. Die durchschnittliche Haushaltsgröße betrug 2,44 und die durchschnittliche Familiengröße betrug 2,98 Personen.
24,7 Prozent der Bevölkerung waren unter 18 Jahre alt, 12,5 Prozent zwischen 18 und 24, 26,0 Prozent zwischen 25 und 44, 21,9 Prozent zwischen 45 und 64 und 15,0 Prozent waren 65 Jahre oder älter. Das Durchschnittsalter betrug 36 Jahre. Auf 100 weibliche Personen kamen 93,3 männliche Personen. Auf 100 Frauen im Alter von 18 Jahren oder darüber kamen 90,6 Männer.
Das jährliche Durchschnittseinkommen eines Haushalts betrug 26.955 USD und das durchschnittliche Einkommen einer Familie betrug 35.400 USD. Männer hatten ein durchschnittliches Einkommen von 26.785 USD gegenüber den Frauen mit 18.939 USD. Das Prokopfeinkommen betrug 14.664 USD. 11,8 Prozent der Familien und 16,5 Prozent der Bevölkerung lebten unterhalb der Armutsgrenze.